# ファンタジー

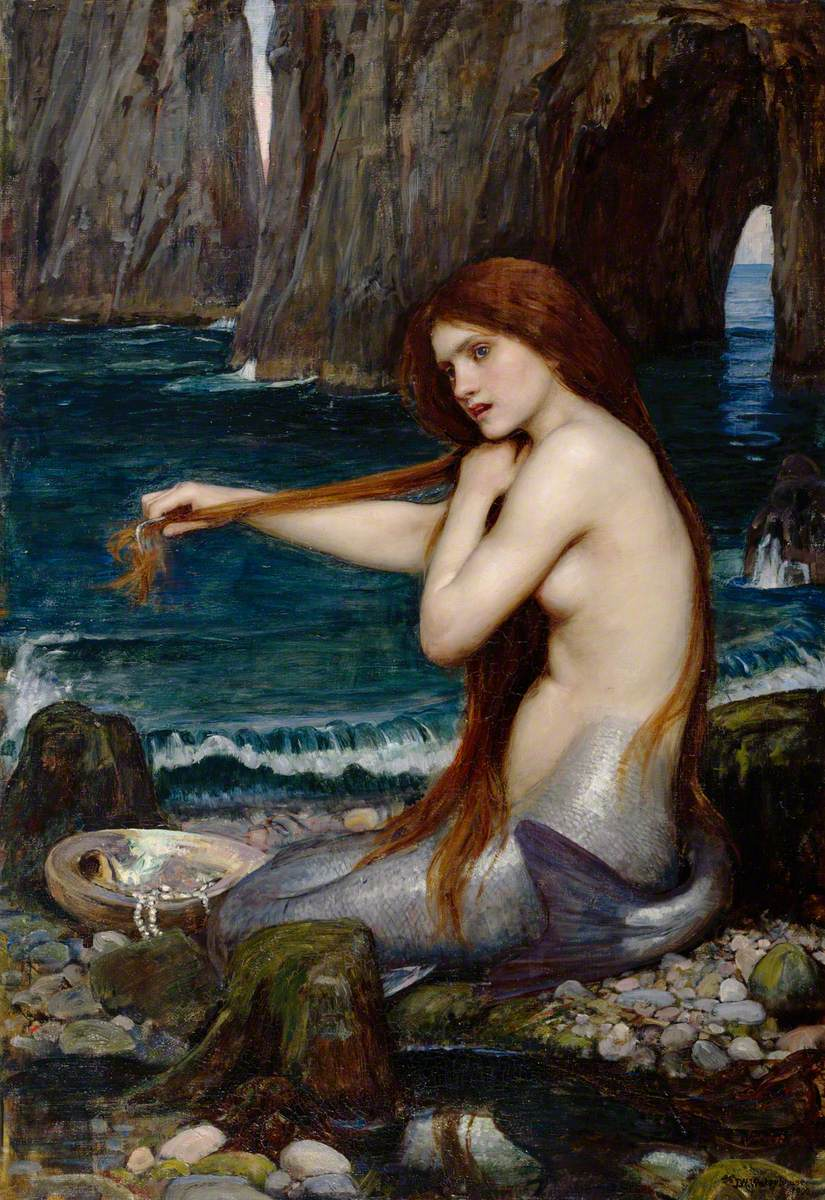
ジョン・ウィリアム・ウォーターハウス『人魚』(1900)

ファンタジー（英: fantasy [ˈfæntəsi, ˈfæntəzi]）は、超自然的、幻想的、空想的な事象を、プロットの主要な要素、あるいは主題や設定に用いるフィクション作品のジャンルである。元は小説等の文学のジャンルであったが、現在はゲームや映画など他のフィクション作品を分類する際にも用いられる。
このジャンルの作品の多くは、超常現象を含む架空の世界を舞台としている。文芸としての「ファンタジー」は幻想文学と呼ばれるジャンルのサブジャンルでもある。

## ファンタジーの定義

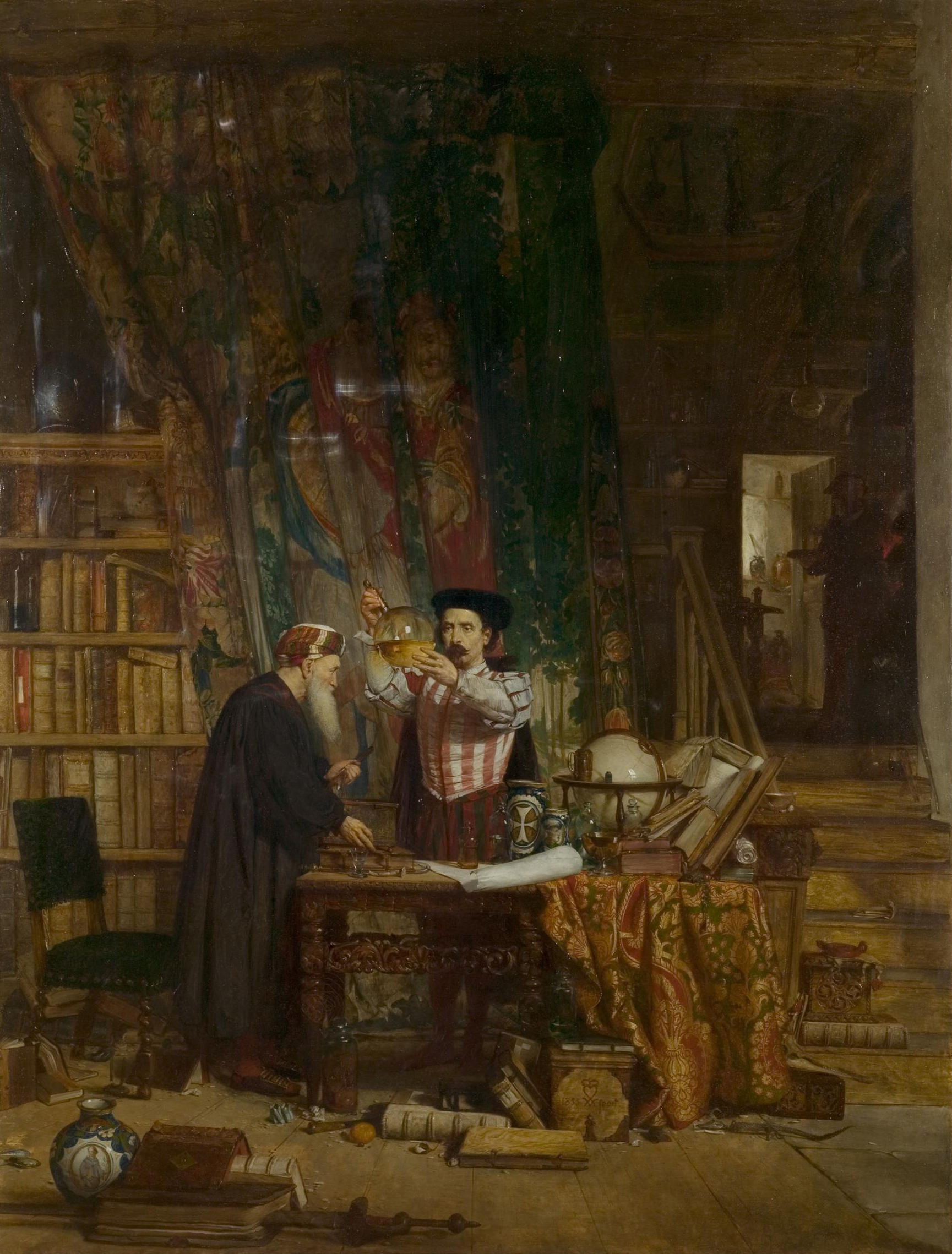
錬金術師。ウィリアム・フェッツ・ダグラス画(1853)

ファンタジーの定義は、曖昧であるが漠然とした傾向として、作品の魔法などの空想的な語彙(要素)が（現実的にはありえなくとも）内部(著者、編集者のみならず善意の理解者を念頭に置くことができる)的には矛盾なく一貫性を持った設定として導入されており、そこでは神話や伝承などから得られた着想が一貫した主題となっていることが挙げられる。
そのような構造の中で、ファンタジー的な要素はどのような位置にあってもかまわない。隠されていても、表面上は普通の世界設定の中に漏れ出す形でも、ファンタジー的な世界に人物を引き込む形でも、そのような要素が世界の一部となっているファンタジー世界の中で全てが起こる形でもありうる。
サイエンス・フィクション (SF) と比較すると、SFは世界設定や物語の展開において自然科学の法則が重要な役割を果たすのに対し、ファンタジーは空想や象徴、魔法が重要な役割を果たす。ただし、SF作品においても、空想科学というだけあって現実世界には存在しない科学法則を仮定し、それに基づいた世界や社会を描く試みがその歴史の初期から存在すること、逆にファンタジー作品においても錬金術や魔法などに、体系的であることを期待させる説明が用意されている場合があることなど、両者の線引きを困難にするようなケースがある。また執筆当時にそのように分類されていたかは別にして、SFとファンタジー双方の作品を発表する作家もおり、SFとファンタジー両方の性質を併せ持った境界線上の作品（SFファンタジー）も多数発表されている。
ファンタジーの定義を広く「仮想の設定のもとに世界を構築する作品」とし、SFをサイエンス・ファンタジーとしてファンタジーに含める考え方もある。SFとファンタジー双方の作品を発表する作家であるアン・マキャフリイなどは、SFはファンタジーのサブジャンルであると度々語っている。
また逆に、現代文学におけるファンタジーの形成と再評価の相当な部分、特にパルプ・マガジンに代表される（児童文学に分類されない）大人向けの部分の多くが、先行して市場が形成されていたサイエンス・フィクションの市場の枠内で行われてきたという歴史的な経緯から、ファンタジーをSFの有力な一分派とする考え方もある。サイエンス・フィクション研究家であるフォレスト・J・アッカーマンやSF作家でSF史の著書もあるブライアン・オールディスなどもこの見解である。
どちらも極論ではあるが、この両者は明確な境界が存在し得ないほど類似している。これらを包括した呼称として「スペキュレイティブ・フィクション」がある。
なお、ファンタジー的（ファンタジーの性質をもつ、幻想的）を意味する英語の形容詞は「ファンタスティック」 (fantastic) 、「ファンタスティカル」 (fantastical) であり、日本語圏で時として使われる「ファンタジック」という語彙は本来の英語では誤りとなる和製英語である。

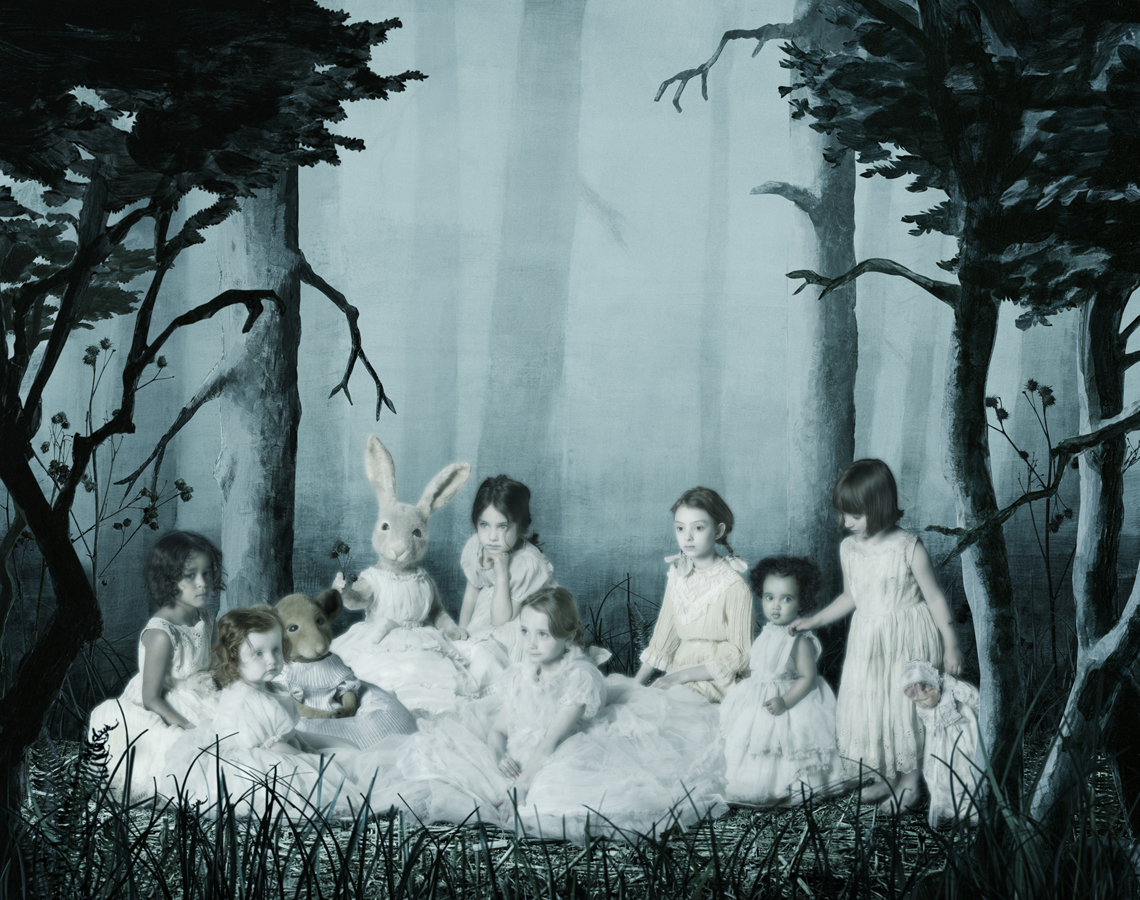
ヘレナ・ブロンクビスト撮影「The Elephant Girl」2011年

超自然現象を扱った作品は「スーパーナチュラル」に分類されるが、ファンタジー要素を含む作品もあり境界は曖昧である。

## ファンタジーの特徴
ファンタジーの特徴として語彙や用語にこだわる形式主義がある。架空の設定に一貫性と堅牢な構造を持たせ、複雑な思想を伝えるために選択された歴史を持つ。例えば、日本の児童文学研究者である石井桃子は『子どもと文学』（1960年）のファンタジーの章でそう指摘している。
同時に外観から思想や宗教寄りの傾向に対する批判もある。例えばフィリップ・プルマン（1946年 - ）やJ・K・ローリング（1965年 - ）は、作中にキリスト教的ドグマの込められた『ナルニア国物語』（1950年-1952年）に対して強固に批判を行っている。今日の文芸に対しては迂遠な思想よりも現実の社会が有する問題に個人がどう対応するか示唆が求められている。
ここから形式主義を利用した新しい創作者たちは、現実と思想の両方の受容により問題へ対応する修辞を作品の主題にしており、これに対しては作品自体が大人である作者の執筆論に終始している、さらにミーイズムへ深化しているとの批判がある。作家のさねとうあきらは『超激暗爆笑鼎談・何だ難だ！児童文学』（2000年　星雲社）でファンタジーの「不連続性」を指摘している。

## 文学におけるファンタジー

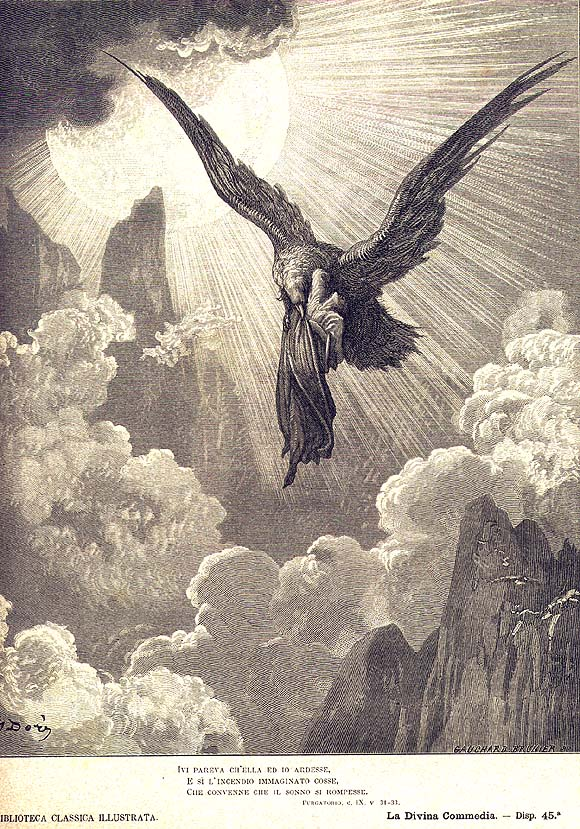
ダンテ『神曲』の挿絵、ギュスターヴ・ドレ画

### ファンタジーの源流
文学史の中にファンタジーの起源を求めると、古代・中世の書物に記された神話や伝説、英雄物語などに行き着く。例えば『ベーオウルフ』、『ニーベルンゲンの歌』、中世ロマンス、アーサー王伝説群などが挙げられる。
そして、これらの神話伝説を素材として編まれた数々の文学作品がファンタジーの源流となり、また、ファンタジーの系譜にはイソップ童話のような童話から児童文学につながる流れもある。
近代文学におけるファンタジーは、19世紀から20世紀初頭にかけて隆盛を誇ったリアリズム文学に対するアンチテーゼとして出発している。すなわち、小説世界のルールは現実世界に準じ現実の一コマとして存在しうる物語であるというリアリズム文学に対し、小説世界のルールを小説世界で規定し現実にはありえない物語をファンタジー文学と呼んだのである。
最初期のファンタジーは、主に児童文学の領域にみられる。すなわちチャールズ・キングスレー『水の子　陸の子のためのおとぎばなし』（1863年）やルイス・キャロル『不思議の国のアリス』（1865年）などである。これらは、すでに単に子供向けではない大人向けの含蓄が含まれる点で、初期ファンタジー文学としての特質を有している。その後の流れとしては、ライマン・フランク・ボーム『オズの魔法使い』（1900年）、ジェームス・マシュー・バリー『ピーター・パンとウェンディ』（1911年）、パメラ・トラバース『風にのってきたメアリー・ポピンズ』（1934年）などが挙げられる。これらもファンタジー文学、児童文学両方の扱いがなされる。
やがてファンタジーは児童文学の一分野として扱われながらも、次第に対象(読者)を大人にも広げていき、またサイエンス・フィクションとも相互に影響しあって発展していく。児童文学に分類されない、大人向けのファンタジーとしてはロバート・ネイサン『ジェニーの肖像』（1939年）や、ジャック・フィニイ『ゲイルズバーグの春を愛す』（1963年）などが代表作として挙げられる。ただしこの両作品はサイエンス・フィクションの時間テーマものの傑作としても扱われており、ファンタジー文学、SFの両方の扱いがなされる作品でもある。

### 近代ファンタジーの形成

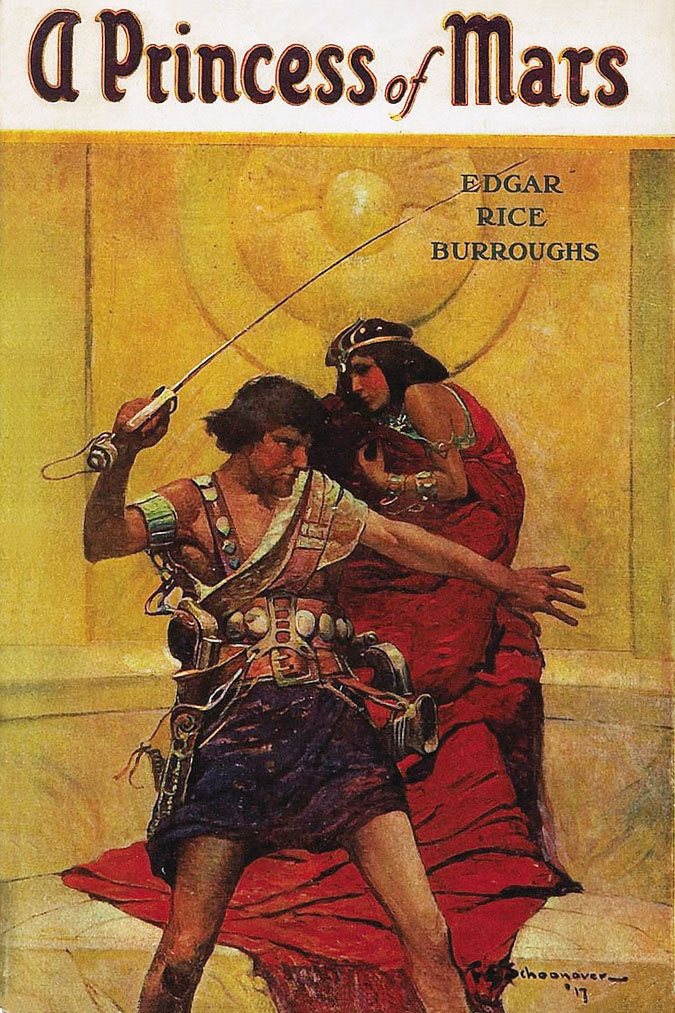
エドガー・ライス・バローズ『火星のプリンセス』表紙（1917年）

児童文学に分類されない近代ファンタジーの形成は、ファンタジーの定義の解釈によって諸説はあるものの、狭義のファンタジーとしては1920年代から1940年代にかけて隆盛を誇ったパルプ・マガジンを嚆矢とすることができる。特に通常はSFとファンタジーとの境界ともいえ、そのどちらにも分類されるエドガー・ライス・バローズの火星シリーズ（第1作『火星のプリンセス』は1912年に原型が発表され1917年に完成）、ロバート・E・ハワードによるヒロイック・ファンタジーの最初の完成型とも言われる英雄コナンシリーズ（1932年に第一作発表）がこの時代の代表作であり、同時にJ・R・R・トールキン以前の近代ファンタジー文学の1つの典型と言える。
なお、ハワードは多数の模倣者を生み出したことでも知られ、ハワードとその有象無象の模倣者たちはヒロイック・ファンタジーや同時代に隆盛を誇ったスペースオペラなどの形成に大きな役割を果たしている。

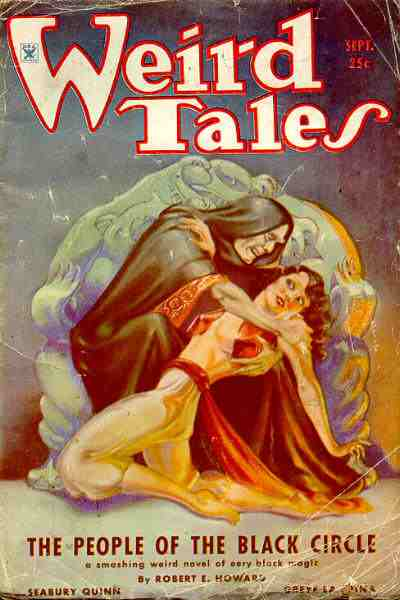
パルプ・マガジン『ウィアード・テイルズ』

同時期の特筆すべき事項としては、1923年創刊のパルプ・マガジン『ウィアード・テイルズ』、同じく1939年創刊の『アンノウン』の2誌の存在である。『ウィアード・テイルズ』はホラー・フィクションに、『アンノウン』はサイエンス・フィクションに近しい雑誌ではあるものの、ファンタジー的な要素も強く、トールキン以前の近代ファンタジーの形成には無視できない存在となっている。

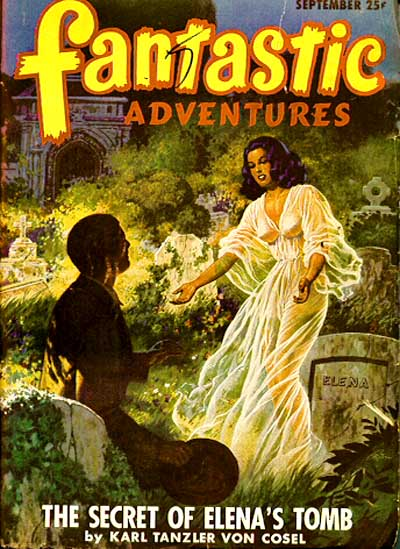
ファンタジー雑誌『Fantastic Adventures』

付け加えるなら、近代ファンタジー形成の黎明期である1910年代からパルプ・マガジンの市場が事実上消滅する第二次世界大戦の直前までの期間においては、市場をみてもファンタジーというジャンルは黎明期であった。例えば、児童文学に分類されない大人向けのファンタジー作品を専門に紹介するパルプ・マガジンは事実上存在していない（ただし『ウィアード・テイルズ』を一応の例外と考えることは可能で、同誌を世界最初のファンタジー専門パルプ・マガジンとみなす場合もある）。この時代のファンタジー作品は、事実上ホラー・ノベルやウィアード・メナスと呼ばれる当時隆盛を誇っていた怪人もの、そして、サイエンス・フィクションの市場の中で発表されており、市場としてもジャンルとしても独立した存在と認知されるのは1930年代末期に前述の『アンノウン』誌や『Fantastic Adventures』誌などが創刊した辺りからである。ただし、認知されたとは言っても限定的なもので、特に一般層への認知度は現代とは比べものにならないほど低かった。事実、後述するトールキンの諸作品の登場後ですらも、バローズやハワードの諸作品はSFか冒険小説に分類されていたし、『ジェニーの肖像』も発表当時はSFに含まれるべきものとされていた。

### 近代ファンタジーの転機
このような近代ファンタジー文学のひとつの転機となったのは、J・R・R・トールキンによる『指輪物語』（1937年から1949年執筆、1954年刊行）である。『指輪物語』は1960年代後半に北米で人気を博し、その影響下で多くのファンタジー作家が登場した。トールキン作品の影響は文芸以外の形式の表現にも及んでいる。ただしその評価と後に与えた影響は、欧州と北米とでも、かなり異なっている。
まず、欧州では、トールキンの「リアリズム文学へのアンチテーゼ」という第二者的な立場から脱却した「神話の構築」という独自の立脚点や、専門知識を駆使して架空の神話から人工言語まで編み出して背景世界を構築しているという点などが高く評価されている。この点で、トールキンは従来のファンタジー作家とは一線を画す存在であった。
専門知識に従い世界観を構築した類例としては、トールキンの元同僚でもある宗教学者C・S・ルイスの『ナルニア国物語』シリーズ （1950年 - 1956年） や、文化人類学者、上橋菜穂子の『守り人』シリーズ（1996年 -）などがある。そうした傾向の作品を「ハイ・ファンタジー」と呼ぶこともある。
ただしトールキン以前に（それがファンタジーというジャンルだとは認識されていなかったものの）相応の規模を持つ大人向けのファンタジー文学の市場が形成されていたアメリカ合衆国においては、事情が異なる。
北米ではトールキンの文学性や世界観は評価され、後にその様式の作品も産み出されはするものの、「神話の構築」という視点は戦前のロバート・E・ハワードの時点ですでに形成されていたため、それが評価されることは稀であった（北米では『指輪物語』のブームに乗る形で戦前のファンタジー作品がペーパーバックとして多数復刊され、並列する形で紹介された）。模倣者が存在したという点についても同様である。また「リアリズム文学へのアンチテーゼ」という立脚点についても、英国や欧州ではそのような議論は正しいにせよ、ファンタジーの形成当初より「神話を持たない民」であるアメリカ人のための「人造の神話」としての性格が強かったアメリカ合衆国では、そもそもファンタジーが第二者的な立場の作品であるという意識自体が希薄であった。

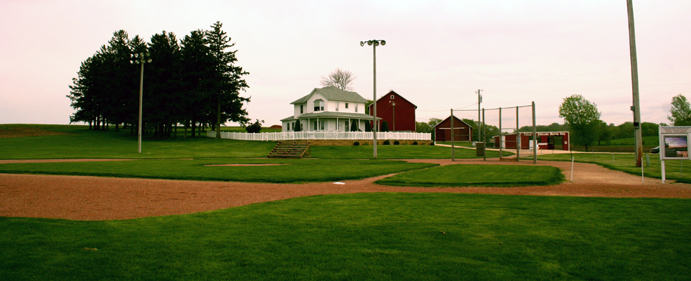
『フィールド・オブ・ドリームス』の野球場。現代的なファンタジーの舞台の一例。

これらの事情の差は、サイエンス・フィクションがファンタジーの要素を融合させた作品を多数送り出す1960年代から1970年代にかけて欧州と北米との交流が進む過程で希薄になり、1980年代中盤には両者の姿勢にそれほどの差はなくなっている。
他にもさまざまな作品が生み出されている。W・P・キンセラの『シューレス・ジョー』（1982年）はファンタジーの傑作として映画化されている（『フィールド・オブ・ドリームス』 1989年）。J・K・ローリングの『ハリー・ポッター』（1997年 - ） は、現代のイギリスを舞台に現実空間のすぐそばに魔法が通用する仮想空間を置くことで、リアリズム文学とファンタジー文学との融合を図る独特の作風を持ち、世界的なベストセラーとなっている。

### 現代日本におけるファンタジー
現代におけるファンタジー作品の舞台となる場所や時代は様々である。一例としてヨーロッパ、オリエントや古代日本、中華帝国など、各地・各時代を背景世界のモデルとした作品が挙げられるが、（作品が創作された時点での）現代や、全く架空の世界を舞台にした作品も多い。
日本で「ファンタジー」と言う場合、ヨーロッパ風の世界で繰り広げられる物語を指すことがある。このようなファンタジーは時代背景、小道具、登場人物のふるまいなどは通念上のヨーロッパ世界をモデルとしているが、実際に人々が抱いていたり、仮定される世界観を、直接あるいは間接的に設定やストーリーに取り入れているのが特徴である。よく題材や道具立てに使われる要素として、ドラゴン（竜）や妖精を代表とする各種の怪物、魔法、王家、囚われの姫君の救出、立身出世などが挙げられる。

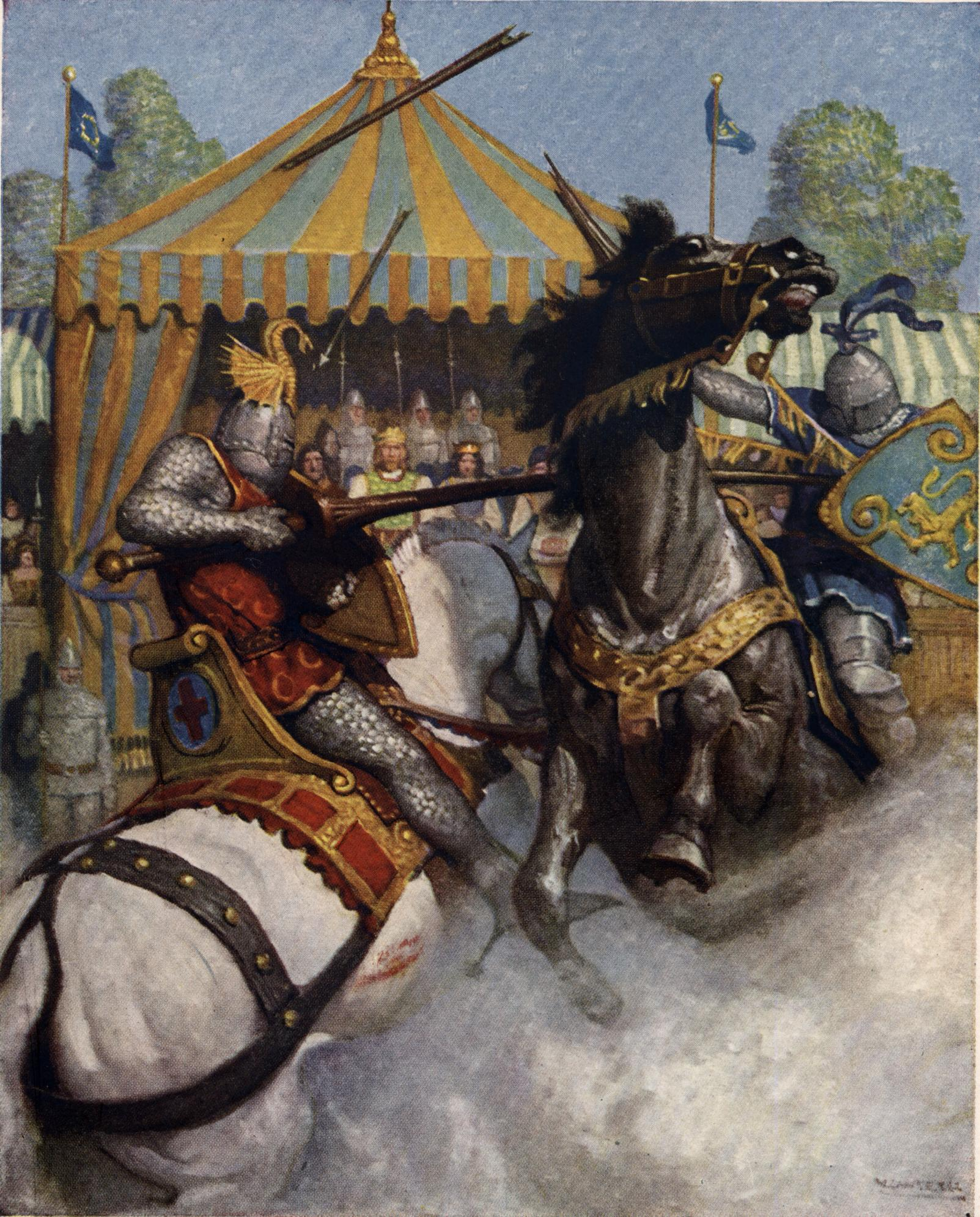
『アーサー王と円卓の騎士』(1922)、N・C・ワイエスによる馬上試合のイラストレーション

しかし一方で日本で創作されたファンタジーの物語の一部には、「中世風」の物語を謳いつつも設定で、明らかに中世欧州には存在しなかった着想が用いられることがある。一例としては、貴族を完全に従え、王国の隅々にまで支配権を行き渡らせる君主が挙げられる。実際の中世欧州での王権は後の絶対王政時代ほどには強大でなく、領土統治も封建制に立脚した地方分権が基本であった。王権が強化され君主による中央集権的な統治が本格化するのは、封建制が崩壊し、有力貴族が力を失った絶対王政時代のことである。また、戦争で用いる武具に関しても、プレートアーマーを身に着けた兵士が主となって争い戦う姿が散見されるが、プレートアーマーが普及するのは15世紀のことであり、盛期中世の兵士は革鎧や鎖帷子を着用するのが一般的であった。騎士たちも、中には皇帝直属の独立した帝国騎士もいたが、騎士全盛期のドイツでは多くの平騎士は元来諸侯に仕える家士の身分であった。このように後の時代の要素やイリーガルな着想を含んでいながら、それを一纏めにしてしまっていることが、結果として中世欧州に対する誤ったイメージを生み出している。
こうした誤解には単なる作者側の知識不足（中世と近世を区別していないこと）だけでなく、中世“風”と明記されていながらそれを現実的な中世として真に受けてしまう、いわば受け取る側の問題や、時代区分における中世がかなり長い期間を指す用語である上に、その前後の時代区分に従って解釈が変化するという歴史学に関する問題も存在する(一般的には、社会が大きく変化した宗教改革期を近代の始まりとして1500年前後を中世の終わりとするが、長いスパンの社会変動を捉えて中世が17・18世紀まで継続したとみる論者もおり、通説が必ずしも自明であるわけではない)。
ファンタジーというジャンルはライトノベルやオンライン小説でも広く好まれ、セカイ系、異世界転生などというサブジャンルも生まれている。ファンタジーの中でも特にヒロイック・ファンタジーはコンピュータRPGと相性が良く、ドラゴンクエスト、ファイナルファンタジーなど数多くの名作が生み出されている。

## ファンタジーの舞台
ファンタジーのうち、地球とは異なる異世界を舞台とするものを異世界ファンタジーあるいはハイ・ファンタジー、現代世界を舞台とし日常の中に異世界の存在が紛れ込むファンタジーはエブリデイ・マジック、現代ファンタジー、あるいは（ハイ・ファンタジーの対として）ロー・ファンタジーと呼ぶ。
日常の中に異世界の存在が紛れ込む現代ファンタジーの派生として、魔法少女もの、異能バトルもの、伝奇小説などがある。
一般に日本におけるファンタジーとは、中世西洋に着想を得た異世界を舞台とする"西洋ファンタジー"と呼ばれるものである。これに類似した表現として、"中華風ファンタジー"及び"和風ファンタジー"がある。主に過去の西洋を題材とする中世ファンタジーに対して、それぞれ過去の中国及び日本によく似た異世界を舞台とする物語を示す。中華風ファンタジーという用語は漫画『封神演義』が流行した1990年代に用いられるようになった。日本における中華風ファンタジーとしては小野不由美の「十二国記シリーズ」が著名である。和風ファンタジーでは平安時代の陰陽道をモチーフとした夢枕獏の『陰陽師』、古代日本を舞台とした荻原規子の「勾玉シリーズ」などがある。中東、特にアラビアの文化に着想を得た作品は、"アラビアンファンタジー"と呼ばれ、マギが著名である。世界各地の文化に着想を得たオリジナル世界のファンタジーは単に"異世界ファンタジー"と評されることが多く、主な作家に上橋菜穂子などがいる。

## ファンタジーの下位ジャンル
前述の通り、ファンタジーはかなり性格の異なる複数の作品群が含まれており、それらは下位ジャンルを形成している。こういった下位ジャンルについては、容易に分けられるものではなく、学術的に確立しているわけでもない。これらを以下に挙げる。
- ハイ・ファンタジー：異世界、特に超自然現象が当たり前に存在する架空の世界を舞台としたファンタジー。
第一次的な要素として異世界創造を主軸とし、この世ならざる存在・現象が自然法則として存在する世界を舞台としたファンタジーを指す。
対立する概念として後述のローファンタジーが存在するが、こちらには明確な定義がないとされる。

  - エピック・ファンタジー：叙事詩ファンタジー。
  - ヒロイック・ファンタジー：英雄ファンタジー。主に主人公が超常的な力を持ち、悪の勢力を討ち果たしていく形式のもの。
  - 歴史ファンタジー（英語版）
  - ダーク・ファンタジー：重苦しい展開や悲劇的展開を重視したファンタジー。
  - バトル・ファンタジー
  - トリップ・ファンタジー：現実（をモデルにした世界）の住人が異世界に移動し、そこで何らかの活躍をするファンタジー。（なお、現在世界の時間軸を用いて移動したもしくは、転生転移した主人公が活躍するこのジャンルはハイファンタジーには含まれない）
  - 東洋ファンタジー
    - 中華風ファンタジー
    - 和風ファンタジー
- ロー・ファンタジー：前述のハイ・ファンタジーに対立する概念として使用される。ロー・ファンタジーが何を指すかはかなり曖昧であり、どの作品がこのジャンルに属するのかについて、一般的な合意はない。現実世界を舞台とし、超自然的要素が加味されたファンタジーを指すことが多い。

  - オカルト・ファンタジー（英語版）：魔術や幽霊、超古代文明などと言ったオカルトに分類されるものを主題としたファンタジー。
  - 伝奇ファンタジー
  - 異能バトルファンタジー(超能力)
- サイエンス・ファンタジー：SFとファンタジーの要素を混合した作品。
- おとぎ話・メルヘンファンタジー：漠然とした設定、ステレオタイプの人物、擬人観、魔法が普通に受け入れられている、といった伝承文学の特徴を有したファンタジー。
- ゲームファンタジー：レベル・勇者・ステータス・モンスター・魔王など、RPGの諸要素の存在を前提とした世界を描くファンタジー。
  - 魔王もの：邪悪な魔王とそれに立ち向かう勇者というRPGの王道展開を前提としたパロディ的ファンタジー。
- ロマンタジー（英語版） ‐ ロマンス・ファンタジーの略で、恋愛要素を含んだファンタジー作品のジャンル。2024年に英語圏で流行した[9]。

それぞれの下位ジャンルについての詳細は、個別の記事を参照されたい。

## 代表的な作品

### 日本以外の作品

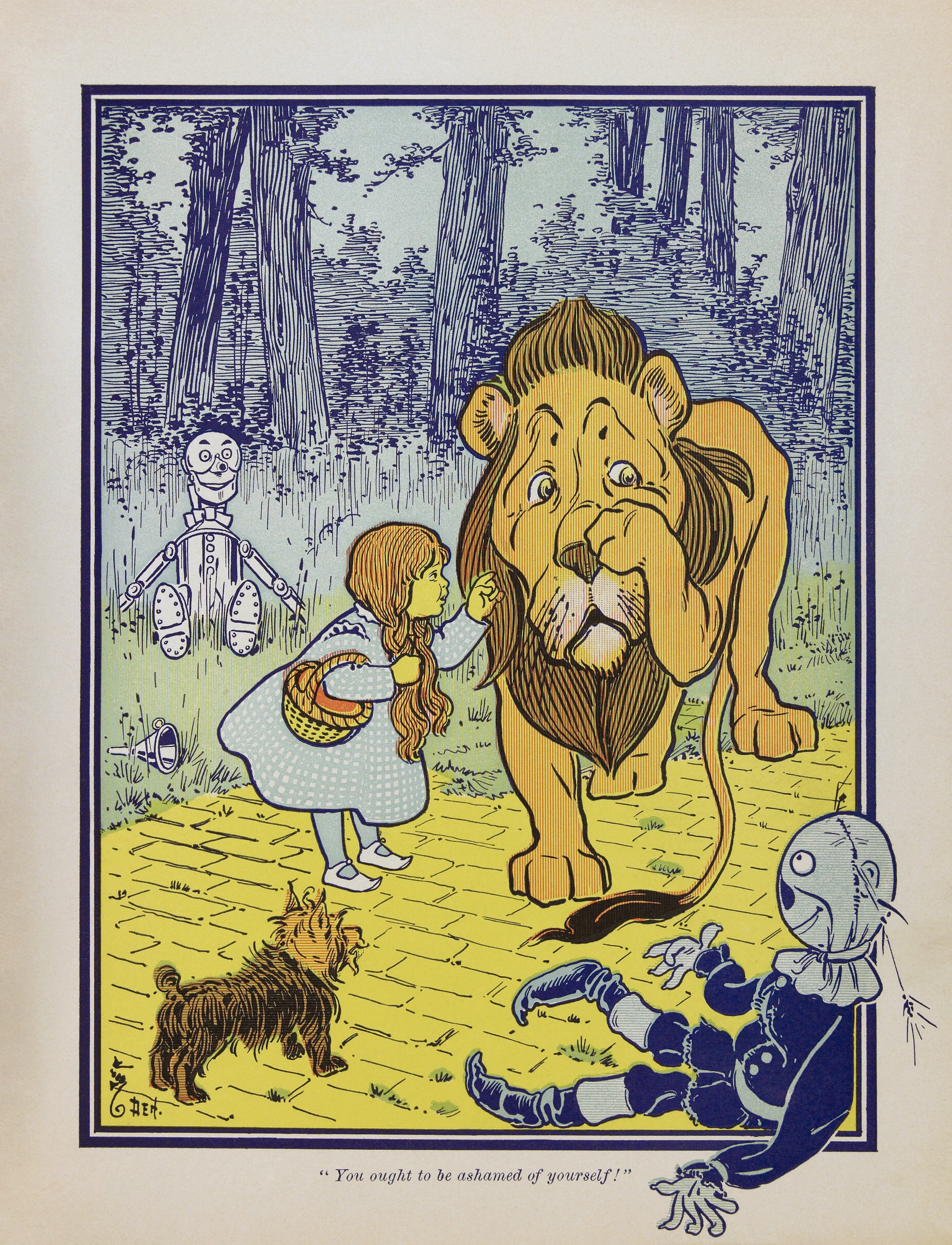
ライマン・フランク・ボーム『オズの魔法使い』(1900)。イラストレーションはW・W・デンズロー

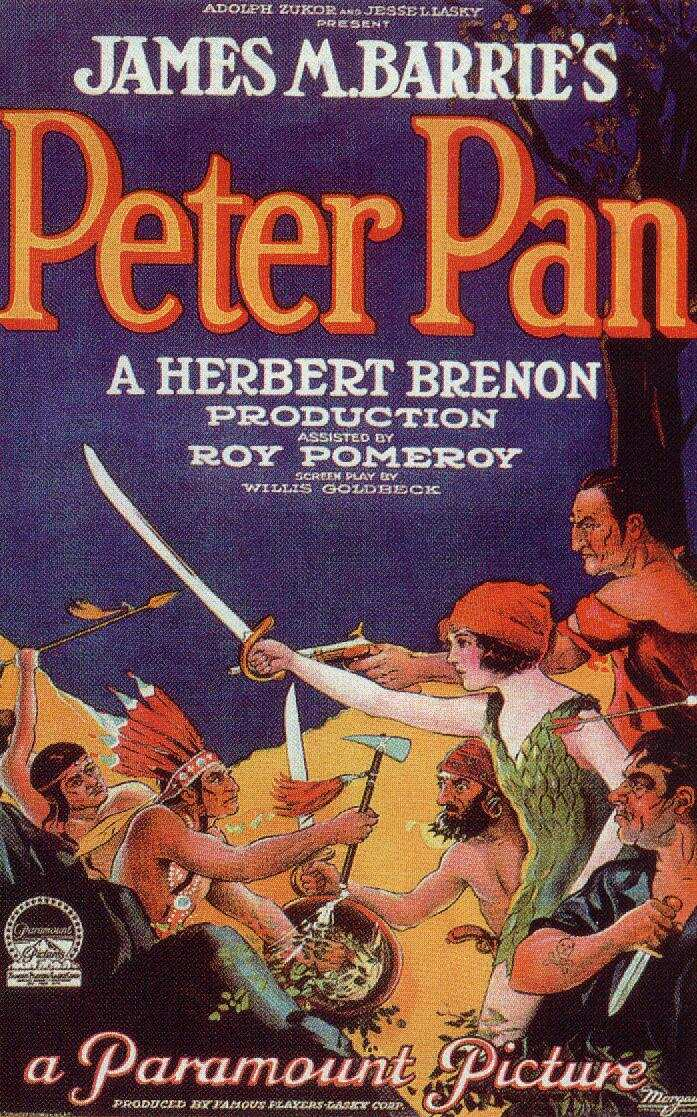
『ピーター・パン』の映画ポスター(1924)

- ☆2007年度 映画：テラビシアにかける橋
- ☆1994年度 映画：マスク
- ☆1989年度 ユニバーサル映画：フィールド・オブ・ドリームス
- 指輪物語（J・R・R・トールキン）→（映画：ロード・オブ・ザ・リング）
- ホビットの冒険（J・R・R・トールキン）→（映画：ホビット (映画)）
- ナルニア国物語シリーズ（C・S・ルイス）→（映画：ナルニア国物語）
- ゲド戦記（アーシュラ・K・ル＝グウィン）→（アニメ映画：ゲド戦記）
- メアリー・ポピンズシリーズ（パメラ・トラバース）→（ミュージカル映画：メリー・ポピンズ）
- オズの魔法使いシリーズ（ライマン・フランク・ボーム他）→（ミュージカル映画：オズの魔法使い）
- ドリトル先生シリーズ（ヒュー・ロフティング）
- クマのプーさんシリーズ（A・A・ミルン）→（アニメ映画：くまのプーさん 完全保存版）
- ムーミンシリーズ（トーベ・ヤンソン）→（TVアニメ：楽しいムーミン一家）
- モモ（ミヒャエル・エンデ）
- はてしない物語（ミヒャエル・エンデ）→（映画：ネバーエンディング・ストーリー）
- 死の王(平たい地球シリーズ) （タニス・リー）
- アヴァロンの霧（マリオン・ジマー・ブラッドリー）
- パーンの竜騎士シリーズ（アン・マキャフリイ）
- エターナル・チャンピオンシリーズ（マイケル・ムアコック）
  - エルリック、紅衣の公子コルム、ホークムーン、エレコーゼ
- 英雄コナンシリーズ（ロバート・E・ハワード）→（映画：コナン・ザ・グレートシリーズ）
- 魔法の国ザンスシリーズ（ピアズ・アンソニイ）
- イルスの竪琴3部作（パトリシア・A・マキリップ）
- 魔法使いハウルと火の悪魔(ハウルの動く城シリーズ)（ダイアナ・ウィン・ジョーンズ））→（アニメ映画：ハウルの動く城）
- デイルマーク王国史シリーズ（ダイアナ・ウィン・ジョーンズ）
- ベルガリアード物語／マロリオン物語シリーズ（デイヴィッド・エディングス）
- エレニア記／タムール記シリーズ（デイヴィッド・エディングス）
- ヴァルデマール年代記シリーズ（マーセデス・ラッキー）
- 影の棲む城(五神教シリーズ)（L・M・ビジョルド）
- 氷と炎の歌シリーズ（ジョージ・R・R・マーティン）
- ファーシーアの一族シリーズ（ロビン・ホブ）
- ネシャン・サーガ（ラルフ・イーザウ）
- 暁の円卓シリーズ（ラルフ・イーザウ）
- ドラゴンランスシリーズ（マーガレット・ワイス、トレイシー・ヒックマン他）
- スペルシンガー・サーガ（アラン・ディーン・フォスター）
- 真実の剣シリーズ（テリー・グッドカインド）
- 時の車輪シリーズ（ロバート・ジョーダン）
- ファファード&グレイ・マウザーシリーズ（フリッツ・ライバー）
- ダレン・シャンシリーズ（ダレン・シャン）
- バーティミアス3部作（ジョナサン・ストラウド）
- ハリー・ポッターシリーズ（J・K・ローリング）→（映画：ハリー・ポッター）
- ドラゴンライダー（クリストファー・パオリーニ）→（映画：エラゴン）
- ライラの冒険3部作（フィリップ・プルマン）→（映画：ライラの冒険）
- キングキラー・クロニクル（パトリック・ロスファス）
- ルーンの子供たち（チョン・ミンヒ）→（ゲーム：テイルズウィーバー）
- ArcheAge もみの木と鷹（チョン・ミンヒ）→（ゲーム：ArcheAge）
- 不思議の国のアリス(ルイス・キャロル)
- クロニクル千古の闇(ミシェル・ペイヴァー)

他多数

### 日本の作品
小説作品
- いま、会いにゆきます（市川拓司）
- 一千一秒物語（稲垣足穂）
- グイン・サーガ（栗本薫）
- デジタル・デビル・ストーリー（西谷史）
- クレヨン王国シリーズ（福永令三）
- アルスラーン戦記（田中芳樹）
- 十二国記シリーズ（小野不由美）
- スレイヤーズシリーズ（神坂一）
- 卵王子カイルロッドシリーズ（冴木忍）
- コロボックル物語シリーズ（佐藤さとる、有川浩）
- フォーチュン・クエスト（深沢美潮）
- ブレイブ・ストーリー（宮部みゆき）
- 勾玉シリーズ（荻原規子）
- 魔術士オーフェンシリーズ（秋田禎信）
- 守り人シリーズ（上橋菜穂子）
- ロードス島戦記シリーズ（水野良）
- リーンの翼シリーズ（富野由悠季）
- 獣の奏者シリーズ（上橋菜穂子）

他多数
ゲーム作品
- ヴァルキリープロファイルシリーズ
- 世界樹の迷宮シリーズ
- ゼルダの伝説シリーズ
- ドラゴンクエストシリーズ
- ファイナルファンタジーシリーズ
- ファイアーエムブレムシリーズ
- 天外魔境シリーズ
- 女神転生シリーズ
- 幻想水滸伝シリーズ
- テイルズ オブ シリーズ
- 伝説のオウガバトル
- タクティクスオウガ
- ベイグラントストーリー
- 東方Project

他多数
漫画作品
- リボンの騎士（手塚治虫）
- ポーの一族（萩尾望都）
- ファイブスター物語（永野護）
- DRAGON QUEST -ダイの大冒険-（三条陸・稲田浩司）
- 魔法陣グルグル（衛藤ヒロユキ）
- 鋼の錬金術師（荒川弘）
- マギ（大高忍）
- FAIRY TAIL（真島ヒロ）
- 進撃の巨人（諫山創）
- 七つの大罪（鈴木央）

他多数
アニメ作品
- 聖戦士ダンバイン
- 機甲界ガリアン
- 天空のエスカフローネ
- 各種魔法少女アニメ
- 覇王大系リューナイト

他多数
音楽
- SEKAI NO OWARI
- きゃりーぱみゅぱみゅ

他多数